# 福井県道220号羽賀東小浜停車場線
福井県道220号羽賀東小浜停車場線（ふくいけんどう220ごう はがひがしおばまていしゃじょうせん）は福井県小浜市内の県道および駅と集落を結ぶ一般県道である。

## 路線概要
終点でもう一つの停車場線である福井県道146号東小浜停車場線と接続しており、この220号が駅の北側の集落からの連絡を担い、146号が国道27号からの接続を担っている。この附近は北側を国道162号が、南側を国道27号が走っており大まかな交通を担っているが、その中間に散在する集落の交通を補完する南北に走る県道が複数あり、その中で最も西に位置する県道である。

### 路線データ
- 起点：福井県小浜市羽賀
- 終点：同市遠敷

## 接続道路
- 福井県道24号小浜上中線
- 福井県道146号東小浜停車場線（終点）

## 沿線
- JR東小浜駅
- 羽賀寺